# Farès Hamiti
Farès Hamiti (sinh ngày 26 tháng 6 năm 1987, ở Blida) là một cầu thủ bóng đá người Algérie hiện tại thi đấu ở vị trí tiền đạo cho MC Oujda ở Giải bóng đá hạng nhất quốc gia Algérie.

## Sự nghiệp câu lạc bộ
Ngày 27 tháng 6 năm 2012, Hamiti ký bản hợp đồng 2 năm cùng với CR Belouizdad, gia nhập theo dạng chuyển nhượng tự do từ USM Alger.

## Danh hiệu
- Vô địch Cúp bóng đá Algérie 1 lần cùng với JS Kabylie ở 2011
- Top scorer của 2011 Cúp bóng đá Algérie with 6 goals